# Bouclier continental de rugby à XV 2017-2018
Navigation
2016-2017 2018-2019
Le Bouclier continental de rugby à XV 2017-2018 oppose pour la saison 2017-2018 dix équipes européennes de rugby à XV. La compétition est organisée en deux phases successives. Une première phase de poules se déroule en matchs aller-retour à la fin de laquelle sont issues les quatre équipes ayant terminé aux deux premières places de leur groupe. Cette année, la compétition se poursuit par deux voies différentes.La première, le vainqueur de chaque groupe rencontre dans des matchs en aller-retour de barrage le second de l'autre groupe. Les deux vainqueurs de ces barrages s'opposeront dans une nouvelle rencontre en match aller retour pour déterminer le finaliste de la compétition. L'autre finaliste vient du barrage en match aller-retour entre les équipes qualifiées en Challenge européen 2017-2018 issue des pays émergents. Enfin, les deux vainqueurs des barrages s'opposent dans une finale pour désigner le vainqueur de ce Bouclier continental de rugby à XV.

## Présentation

### Équipes en compétition
Le championnat entre parenthèses désigne le champion de l'année précédente.

#### Poules
- Rugby Calvisano (Eccellenza)
- Rugby Rovigo
- Petrarca Padoue
- Rugby Viadana
- Heidelberger RK (1. Bundesliga)
- RC Batoumi
- CDU Lisboa (Campeonato Nacional de Honra)
- Timișoara Saracens (SuperLiga)

#### Barrages
- Ienisseï-STM (Professionalnaïa Regbiïnaïa Liga)
- Krasny Iar

### Format
Les formations affrontent les équipes de l'autre poule avec deux matchs à domicile et deux matchs à l'extérieur pour chaque équipe. Les deux premiers de chaque poule se qualifient pour les barrages. Ainsi le premier de chaque poule rencontre le second de l'autre poule et les vainqueurs de chaque match se rencontrent lors d'une finale. Les deux autres participants aux barrages sont les équipes issues des pays émergents qui sont qualifiées pour le Challenge européen de la saison en cours. Les vainqueurs de la finale et du match opposant les équipes du Challenge Européen s'opposeront lors d'une finale à Bilbao.

## Phase de poules

### Notations et règles de classement
Dans les tableaux de classement suivants, les différentes abréviations et couleurs signifient :
|  | Qualifiés pour les barrages. |

Attribution des points : victoire sur tapis vert : 5, victoire : 4, match nul : 2, forfait : -2 ; plus les bonus (offensif : au moins 4 essais marqués ; défensif : défaite par 7 points d'écart ou moins).
Règles de classement  :
- équipes dans la même poule : 1. points classement ; 2. points classement obtenus dans les matchs entre équipes concernées ; 3. points terrain obtenus dans les matchs entre équipes concernées ; 4. nombre d'essais marqués dans les matchs entre équipes concernées ; 5. différence de points ; 6. nombre d'essais marqués ; 7. plus bas nombre de joueurs suspendus/expulsés pour incident ; 8. tirage au sort
- équipes dans des poules différentes : 1. points classement ; 2. différence de points ; 3. nombre d'essais marqués ; 4. plus bas nombre de joueurs suspendus/expulsés pour incident ; 5. tirage au sort.

### Poule A

#### Classement
| Rang | Équipe             | J | V | N | D | Em | Ee | Bo | Bd | Pm  | Pe  | Diff | Pts |
| ---- | ------------------ | - | - | - | - | -- | -- | -- | -- | --- | --- | ---- | --- |
| 1    | Timișoara Saracens | 4 | 3 | 0 | 1 | 14 | 6  | 1  | 1  | 106 | 68  | +38  | 14  |
| 2    | Heidelberger RK    | 4 | 3 | 0 | 1 | 10 | 10 | 1  | 0  | 96  | 74  | +22  | 13  |
| 3    | Rugby Rovigo       | 4 | 2 | 0 | 2 | 11 | 12 | 2  | 1  | 89  | 86  | +3   | 11  |
| 4    | Rugby Viadana      | 4 | 1 | 0 | 3 | 10 | 18 | 1  | 1  | 66  | 128 | -62  | 6   |

### Poule B

#### Classement
| Rang | Équipe          | J | V | N | D | Em | Ee | Bo | Bd | Pm  | Pe  | Diff | Pts |
| ---- | --------------- | - | - | - | - | -- | -- | -- | -- | --- | --- | ---- | --- |
| 1    | Rugby Calvisano | 4 | 2 | 0 | 2 | 15 | 6  | 2  | 2  | 107 | 52  | +55  | 12  |
| 2    | RC Batoumi      | 4 | 2 | 0 | 2 | 13 | 13 | 2  | 2  | 107 | 95  | +12  | 12  |
| 3    | Petrarca Padoue | 4 | 2 | 0 | 2 | 11 | 5  | 1  | 2  | 99  | 68  | +31  | 11  |
| 4    | CDU Lisbonne    | 4 | 1 | 0 | 3 | 7  | 21 | 0  | 0  | 43  | 142 | -99  | 4   |

## Phase finale

### Barrages - voie phase de poule
|  | Demi-finales                       | Demi-finales                       | Demi-finales                       | Demi-finales                       |                    |                    | Finale                        | Finale                        | Finale                        | Finale                        |
|  |                                    |                                    |                                    |                                    |                    |                    |                               |                               |                               |                               |
|  | 13 janvier 2018 et 20 janvier 2018 | 13 janvier 2018 et 20 janvier 2018 | 13 janvier 2018 et 20 janvier 2018 | 13 janvier 2018 et 20 janvier 2018 |                    |                    | 31 mars 2018 et 21 avril 2018 | 31 mars 2018 et 21 avril 2018 | 31 mars 2018 et 21 avril 2018 | 31 mars 2018 et 21 avril 2018 |
|  | RC Batoumi                         | RC Batoumi                         | 6                                  | 12                                 |                    |                    | 31 mars 2018 et 21 avril 2018 | 31 mars 2018 et 21 avril 2018 | 31 mars 2018 et 21 avril 2018 | 31 mars 2018 et 21 avril 2018 |
|  | RC Batoumi                         | RC Batoumi                         | 6                                  | 12                                 |                    |                    | 31 mars 2018 et 21 avril 2018 | 31 mars 2018 et 21 avril 2018 | 31 mars 2018 et 21 avril 2018 | 31 mars 2018 et 21 avril 2018 |
|  | Timișoara Saracens                 | Timișoara Saracens                 | 11                                 | 21                                 |                    |                    | 31 mars 2018 et 21 avril 2018 | 31 mars 2018 et 21 avril 2018 | 31 mars 2018 et 21 avril 2018 | 31 mars 2018 et 21 avril 2018 |
|  | Timișoara Saracens                 | Timișoara Saracens                 | 11                                 | 21                                 | Timișoara Saracens | Timișoara Saracens | 26                            | 15                            |                               |                               |
|  | 13 janvier 2018 et 20 janvier 2018 |                                    |                                    |                                    | Timișoara Saracens | Timișoara Saracens | 26                            | 15                            |                               |                               |
|  |                                    |                                    | Heidelberger RK                    | Heidelberger RK                    | 20                 | 27                 |                               |                               |                               |                               |
|  | Heidelberger RK                    | Heidelberger RK                    | Heidelberger RK                    | Heidelberger RK                    | 20                 | 27                 | 34                            | 17                            |                               |                               |
|  | Heidelberger RK                    | Heidelberger RK                    |                                    |                                    |                    |                    |                               | 17                            |                               |                               |
|  | Rugby Calvisano                    | Rugby Calvisano                    | 29                                 | 13                                 |                    |                    |                               |                               |                               |                               |
|  | Rugby Calvisano                    | Rugby Calvisano                    | 29                                 | 13                                 |                    |                    |                               |                               |                               |                               |

#### Demi-finales
| 13 janvier 2018 12 h 00 | RC Batoumi                                                                       | 6 - 11 (3 - 3) | Timișoara Saracens                                                            | Stade de Batoumi, Batoumi Arbitre : Sam Grove-White |
| 13 janvier 2018 12 h 00 | Pénalité(s) : 2 Kobakhidze (36e, 58e) Carton(s) jaune(s) : 1 Tkhilaishvili (49e) |                | Essai(s) : 1 Rădoi (50e) Pénalité(s) : 1 Conache (75e) Drop(s) : 1 Rose (33e) | Stade de Batoumi, Batoumi Arbitre : Sam Grove-White |
| 13 janvier 2018 12 h 00 |                                                                                  |                |                                                                               | Stade de Batoumi, Batoumi Arbitre : Sam Grove-White |

| 13 janvier 2018 15 h 00 | Heidelberger RK | 34 - 29 (6 - 10) | Rugby Calvisano | Sportzentrum Süd, Heidelberg Arbitre : Keith Allen |
| 13 janvier 2018 15 h 00 | Essai(s) : 4 Schulte (54e, 60e, 67e), Liebig (76e) Transformation(s) : 4 Parkinson (54e, 60e, 67e, 76e) Pénalité(s) : 2 Parkinson (18e, 40e) Carton(s) jaune(s) : 2 Otto (21e), Ferreira (72e) |                  | Essai(s) : 4 Susio (31e), Zdrilich (61e), Novillo (79e), Casilio (80e+2) Transformation(s) : 3 Novillo (31e, 79e, 80e+2) Pénalité(s) : 1 Novillo (8e) | Sportzentrum Süd, Heidelberg Arbitre : Keith Allen |
| 13 janvier 2018 15 h 00 | |                  | | Sportzentrum Süd, Heidelberg Arbitre : Keith Allen |

| 20 janvier 2018 13 h 00 | Timișoara Saracens                                                                                      | 21 - 12 (13 - 5) | RC Batoumi                                                                            | Cluj Arena, Cluj Arbitre : Andrea Piardi |
| 20 janvier 2018 13 h 00 | Essai(s) : 3 Lemnaru (8e), Poparlan (37e), Drenceanu (59e) Pénalité(s) : 2 Manumua (28e), Conache (73e) |                  | Essai(s) : 2 Gogitidze (35e), Putkaradze (49e) Transformation(s) : 1 Kobakhidze (50e) | Cluj Arena, Cluj Arbitre : Andrea Piardi |
| 20 janvier 2018 13 h 00 | |                  |                                                                                       | Cluj Arena, Cluj Arbitre : Andrea Piardi |

| 20 janvier 2018 15 h 00 | Rugby Calvisano | 13 - 17 (3 - 11) | Heidelberger RK | Pata Stadium, Padoue Arbitre : Iñigo Atorrasagasti |
| 20 janvier 2018 15 h 00 | Essai(s) : 1 Dal Zilio (79e) Transformation(s) : 1 Mortali (79e) Pénalité(s) : 2 Mortali (31e, 43e) Carton(s) jaune(s) : 2 Zilocchi (53e), Fischetti (63e) Carton(s) rouge(s) : 1 Biancotti (80e+1) |                  | Essai(s) : 1 Liebig (16e) Pénalité(s) : 4 Parkinson (19e, 31e, 46e), Coetzee (44e) Carton(s) jaune(s) : 5 Füchsel (42e), Ferreira (61e), Henn (66e), Coetzee (72e), Rodriguez (78e) | Pata Stadium, Padoue Arbitre : Iñigo Atorrasagasti |
| 20 janvier 2018 15 h 00 | |                  | | Pata Stadium, Padoue Arbitre : Iñigo Atorrasagasti |

#### Finale
| 31 mars 2018 13 h 00 | Timișoara Saracens                                                                                      | 26 - 20 (21 - 3) | Heidelberger RK | Stade Dan-Păltinișanu, Timișoara Arbitre : Nika Amashukeli |
| 31 mars 2018 13 h 00 | Essai(s) : 4 Manumua (e), Poparlan (e), Tangimana (e), Lemnaru (e) Transformation(s) : 3 Rose (e, e, e) |                  | Essai(s) : 2 Fisi'ihoi (55e), Coetzee (e) Transformation(s) : 2 Parkinson (55e, e) Pénalité(s) : 2 Parkinson (10e, e) | Stade Dan-Păltinișanu, Timișoara Arbitre : Nika Amashukeli |
| 31 mars 2018 13 h 00 | |                  | | Stade Dan-Păltinișanu, Timișoara Arbitre : Nika Amashukeli |

| 21 avril 2018 15 h 00 | Heidelberger RK | 27 - 15 (18 - 3) | Timișoara Saracens                                                                                       | Sportzentrum Süd, Heidelberg Arbitre : David Wilkinson |
| 21 avril 2018 15 h 00 | Essai(s) : 2 Poppmeier (21e), Mathurin (28e) Transformation(s) : 1 Parkinson (30e) Pénalité(s) : 5 Parkinson (33e, 39e, 44e, 49e, 72e) |                  | Essai(s) : 2 Simionescu (62e), Stewart (70e) Transformation(s) : 1 Rose (71e) Pénalité(s) : 1 Rose (26e) | Sportzentrum Süd, Heidelberg Arbitre : David Wilkinson |
| 21 avril 2018 15 h 00 | |                  | | Sportzentrum Süd, Heidelberg Arbitre : David Wilkinson |

### Barrages - voie Challenge européen
| Équipe       | Aller   | Total   | Retour  | Équipe     |
| ------------ | ------- | ------- | ------- | ---------- |
| Ienisseï-STM | 47 - 22 | 74 - 48 | 27 - 26 | Krasny Iar |

| 31 mars 2018 13 h 00 | Ienisseï-STM | 47 - 22 (30 - 10) | Krasny Iar | Stade Trud, Krasnodar 1 000 spectateurs Arbitre : Mike Adamson |
| 31 mars 2018 13 h 00 | Essai(s) : 5 Morozov (15e), Torres Giliberti (21e), Boudytchenko (44e), Gachechiladze (51e), Kouchnariov (80e+1) Transformation(s) : 5 Kouchnariov (15e, 22e, 45e, 52e, 80e+2) Pénalité(s) : 5 Kouchnariov (7e, 29e, 39e, 67e) |                   | Essai(s) : 3 Pruidze (34e), Latu (43e), Matiashvili (70e) Transformation(s) : 3 Malaghuradze (35e, 71e) Pénalité(s) : 1 Malaghuradze (14e) | Stade Trud, Krasnodar 1 000 spectateurs Arbitre : Mike Adamson |
| 31 mars 2018 13 h 00 | |                   | | Stade Trud, Krasnodar 1 000 spectateurs Arbitre : Mike Adamson |

| 21 avril 2018 9 h 00 | Krasny Iar | 26 - 27 (19 - 10) | Ienisseï-STM | Stade Krasny Iar, Krasnoïarsk Arbitre : Thomas Charabas |
| 21 avril 2018 9 h 00 | Essai(s) : 4 Tchaban (25e), Latu (33e, 49e), Fukofuka (40e+3) Transformation(s) : 3 Matiashvili (27e, 40e+4, 50e) |                   | Essai(s) : 3 Gaïssine (23e), Morozov (53e), Krassilnik (57e) Transformation(s) : 3 Kouchnariov (24e, 54e, 58e) Pénalité(s) : 2 Kouchnariov (16e, 80e+2) Carton(s) jaune(s) : 1 Krotov (40e+2) | Stade Krasny Iar, Krasnoïarsk Arbitre : Thomas Charabas |
| 21 avril 2018 9 h 00 | |                   | | Stade Krasny Iar, Krasnoïarsk Arbitre : Thomas Charabas |

### Finale
| 12 mai 2018 12 h 00 | Ienisseï-STM | 24 - 20 (10- 6) | Heidelberger RK | Campo de Rugby Fadura, Getxo Arbitre : Ben Whitehouse |
| 12 mai 2018 12 h 00 | Essai(s) : 3 Orlov (25e), Saulīte (47e), Owen (49e) Transformation(s) : 3 Kouchnariov (25e, 47e, 49e) Pénalité(s) : 1 Kouchnariov (40e) |                 | Essai(s) : 2 Ferreira (67e), Schulte (71e) Transformation(s) : 2 Parkinson (67e, 71e) Pénalité(s) : 2 Parkinson (6e, 35e) | Campo de Rugby Fadura, Getxo Arbitre : Ben Whitehouse |
| 12 mai 2018 12 h 00 | |                 | | Campo de Rugby Fadura, Getxo Arbitre : Ben Whitehouse |

## Statistiques

### Meilleurs réalisateurs
| Rang | Joueur                  | Club               | Points | Essais | Transf. | Pén. | Drops |
| ---- | ----------------------- | ------------------ | ------ | ------ | ------- | ---- | ----- |
| 1    | Raynor Parkinson        | Heidelberger RK    | 89     | 1      | 15      | 18   | 0     |
| 2    | Iouri Kouchnariov       | Ienisseï-STM       | 51     | 1      | 11      | 8    | 0     |
| 3    | Andrea Menniti-Ippolito | Petrarca Padoue    | 43     | 1      | 4       | 8    | 2     |
| -    | Juan Leon Novillo       | Rugby Calvisano    | 43     | 2      | 9       | 5    | 0     |
| 5    | Bakhva Kobakhidze       | RC Batoumi         | 40     | 0      | 8       | 8    | 0     |
| 6    | Leonardo Mantelli       | Rugby Rovigo       | 30     | 0      | 9       | 4    | 0     |
| -    | Marcel Coetzee          | Heidelberger RK    | 30     | 1      | 2       | 7    | 0     |
| 8    | Tevita Manumua          | Timișoara Saracens | 25     | 2      | 6       | 1    | 0     |
| 9    | Luke Samoa              | Timișoara Saracens | 19     | 0      | 2       | 5    | 0     |
| 10   | Joaquin Paz             | Rugby Calvisano    | 17     | 3      | 1       | 0    | 0     |
| -    | Roberto Dal Zilio       | Rugby Calvisano    | 17     | 3      | 1       | 0    | 0     |

### Meilleurs marqueurs
| Rang | Joueur            | Club            | Essais |
| ---- | ----------------- | --------------- | ------ |
| 1    | Hagen Schulte     | Heidelberger RK | 4      |
| 2    | Joaquin Paz       | Rugby Calvisano | 3      |
| -    | Roberto Dal Zilio | Rugby Calvisano | 3      |
| -    | Massimo Cioffi    | Rugby Rovigo    | 3      |
| -    | Steffen Liebig    | Heidelberger RK | 3      |